# Sharon Kam

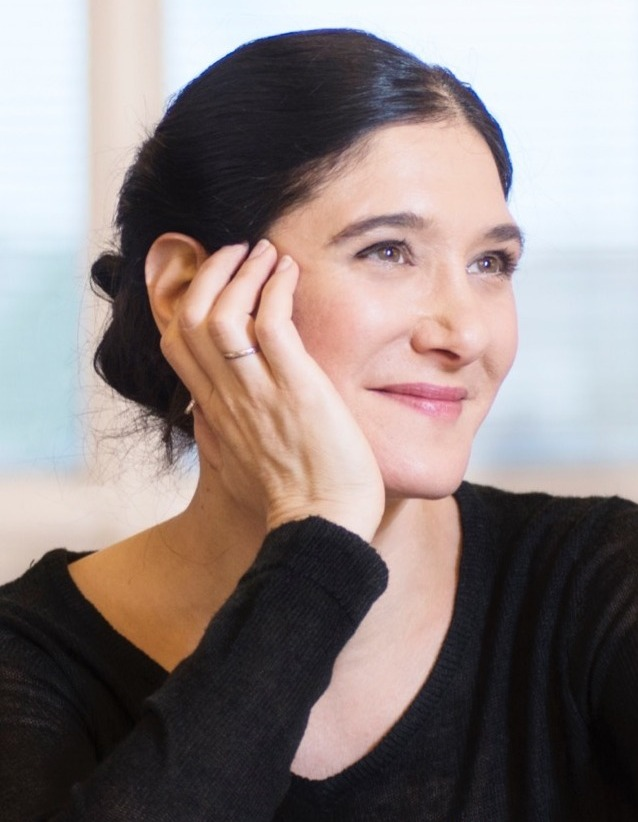
Sharon Kam

Sharon Kam (* 11. August 1971 in Haifa) ist eine deutsch-israelische Klarinettistin, die international als Solistin auftritt. Seit 2022 ist sie außerdem Dozentin für Klarinette an der Hochschule für Musik, Theater und Medien Hannover.

## Leben und Wirken
Sharon Kam begann mit 5 Jahren das Klavierspiel, mit 7 Jahren kam die Blockflöte hinzu, die sie spielte, bis sie 15 Jahre alt war. Im Alter von 12 Jahren fing sie an Klarinette zu spielen und erhielt hierfür schon nach einem Jahr ein Stipendium der Jüdisch-Amerikanischen-Kulturgesellschaft. Ab 1989 studierte sie vier Jahre lang mit einem Vollstipendium an der Juilliard School of Music in New York, ein Jahr bei David Shifrin dann bei Charles Neidich.
Bereits 1987 trat Kam als Solistin mit dem Israel Philharmonic Orchestra in Mozarts Klarinettenkonzert unter der Leitung von Zubin Mehta auf, der sie alsdann zu einer Tournee mit dem Orchester in Kanada einlud. 1990 war sie Solistin in einem gemeinsamen historischen Konzert des Israel Philharmonic Orchestra und der Berliner Philharmoniker anlässlich der Feierlichkeiten zum Fall der Berliner Mauer.
1992 gewann Sharon Kam den ARD-Wettbewerb für junge Solisten in München. Der Sieg erforderte, dass sie eine Reihe von Konzerten in Europa gab, wo sie ihren Ehemann, den deutschen Dirigenten Gregor Bühl, kennenlernte. 1998 erhielt sie für die Aufnahme der Klarinettenkonzerte von Carl Maria von Weber mit dem Gewandhausorchester unter Kurt Masur den deutschen Schallplattenpreis Echo Klassik als beste Interpretin des Jahres. 2006 errang sie den Preis zum zweiten Mal für ihre Einspielungen gemeinsam mit dem MDR-Sinfonieorchester von Werken von Spohr, Weber, Rossini und Mendelssohn.
Kam konzertierte weltweit mit Orchestern wie dem bereits genannten Gewandhausorchester, dem London Symphony Orchestra, dem Württembergischen Kammerorchester, dem ebenfalls schon genannten MDR-Sinfonieorchester, dem Chicago Symphony Orchestra und den Berliner Philharmonikern. Unter anderem spielte sie bei den Salzburger Festspielen, dem Schleswig-Holstein Musik Festival, dem Rheingau Musik Festival, dem Verbier Festival und bei der Schubertiade Vorarlberg. Sie war 2011 Artist in Residence des Bodenseefestivals.
Kams Interpretation von Mozarts Klarinettenkonzert im Rahmen von Mozarts 250. Geburtstag (2006) am Prager Ständetheater wurde in 33 Ländern live im Fernsehen übertragen
und ist auf DVD erhältlich. Im selben Jahr nahm sie Mozarts Klarinettenkonzert und -Quintett mit der Bassettklarinette auf.
Kam wirkt außerdem als Kammermusikerin und arbeitet regelmäßig mit Künstlern wie Lars Vogt, Christian Tetzlaff, Enrico Pace, Leif Ove Andsnes, Liza Ferschtman, Antje Weithaas, Julian Steckel und dem Schumann Quartett zusammen. Seit 2000 wirkt sie regelmäßig beim Spannungen-Festival in Heimbach mit.
Sharon Kam war 2018 Kuratorin des Dvořák-Festivals in Prag und ist in der Saison 2024/2025 Artist in Residence in der Tonhalle Düsseldorf.
Im Bereich der zeitgenössischen Musik hat sie viele Werke uraufgeführt, darunter Krzysztof Pendereckis Konzert und Quartett sowie Konzerte von Herbert Willi (bei den Salzburger Festspielen), Iván Erőd und Peter Ruzicka (in Donaueschingen).

### Privates
Sharon Kam ist seit 1994 mit dem Dirigenten Gregor Bühl verheiratet, hat drei Kinder und lebt mit ihrer Familie in Hannover.

## Preise und Auszeichnungen
- 1992: 2. Preis beim Internationalen Musikwettbewerb der ARD (Der erste Preis wurde nicht vergeben.)[5][2]

- 1993: Prix Davidoff[6]
- 1998: Echo-Klassik-Preis als „Instrumentalist des Jahres“ für ihre CD-Einspielung der Konzerte von Carl Maria von Weber mit dem Gewandhausorchester unter Kurt Masur
- 2002: Bestenliste der Preis der deutschen Schallplattenkritik für „American Classics“ mit dem London Symphony Orchestra unter der Leitung von Gregor Bühl
- 2006: Echo-Klassik-Preis als „Instrumentalist des Jahres“
- 2022: Opus Klassik in der Kategorie Kammermusikeinspielung mit Hindemith: Werke für Klarinette[7]

## Diskografie (Auswahl)
- Prix Davidoff. Werke von Rossini und Mozart. Kammerphilharmonie Berlin, Dirigent: Axel Gerhardt (1993)
- Sharon Kam, Itamar Golan: Works for Clarinet and Piano. Werke von Schumann, Debussy, Poulenc, Français (Teldec; 1996)
- Weber: Clarinet Concertos, Grand Do Concertant. Itamar Golan, Klavier; Gewandhausorchester Leipzig, Dirigent: Kurt Masur (Telcec; 1996)
- Mozart, Krommer: Clarinet Concertos. Württembergisches Kammerorchester, Dirigent: Jörg Faerber (Teldec; 1998)
- Sharon Kam meets Krzysztof Penderecki: Works for Clarinet. (Teldec Classics; 1999)
- American Classics. Music for Clarinet by Bernstein, Copland, Gershwin, Gould and Shaw. London Symphony Orchestra, Dirigent: Gregor Bühl (Teldec; 2002)
- Spohr, Mendelssohn, Weber, Rossini: Werke für Klarinette und Orchester. Mit Johannes Peitz, Bassetthorn; MDR-Sinfonieorchester, Dirigent: Gregor Bühl (Berlin Classics mit MDR; 2005)
- The Romantic Clarinet. Werke von Julius Rietz, Max Bruch, C. M. von Weber. Mit Ori Kam (Viola), Sinfonia Varsovia, Dirigent: Gregor Bühl (Berlin Classics; 2007)
- ...pour clarinette: Hindemith, Debussy, Trojahn, Poulenc. Mit Gustav Rivinius, Cello; Diemut Schneider, Klarinette; Lars Vogt und Paul Rivinius, Klavier; Antje Weithaas, Violine (Avi-Music; 2008)
- Brahms: Clarinet Quintet, String Quartet No. 2. Mit dem Jerusalem Quartet (Harmonia Mundi; 2013)
- Brahms, Reger: Klarinettenquintette. Mit Isabelle van Keulen, Ulrike-Anima Mathé, Volker Jacobsen, Gustav Rivinius (Berlin Classics; 2015)
- Sharon Kam: Portrait. Virtuose Klarinettenmusik. (Berlin Classics; 2016)
- Contrasts. Werke von Mozart, Schumann, Brahms, Bartók, Rechtman. Mit Ori Kam, Viola; Matan Porat, Klavier (Orfeo; 2019)
- Sharon Kam. Konzerte für Klarinette und Orchester von Weber, Kurpinski, Crusell. ORF Radiosinfonieorchester, Dirigent: Gregor Bühl (Orfeo)
- Hindemith - Clarinet Concerto ∙ Clarinet Quartet ∙ Sonata, mit Antje Weithaas (Vionine), Julian Steckel (Violoncello), Enrico Pace (Piano) und dem Frankfurter Radio Symphonyorchester unter Daniel Cohen (Orfeo; 2021)